# 菊池栄里子
菊池 栄里子（きくち えりこ）は、パラリンピックに参加したトラック&フィールドの選手で、カテゴリT36スプリントのイベントを中心に競走する。 
菊池は、2004年アテネパラリンピックに、100mと200mの両方で出場し、T26 200mで銅メダルを獲得した。

## 参照資料
1. ↑  profile on paralympic.org